# Pagamento del tributo
Il Pagamento del tributo è un affresco di Masaccio facente parte della decorazione della Cappella Brancacci nella chiesa di Santa Maria del Carmine a Firenze. L'opera, è stata realizzata dal 1424

## Storia
Gli affreschi della Cappella Brancacci sono un enigma per gli studiosi nella mancanza di documentazione ufficiale. Commissionati forse a Masolino, che aveva come aiutante il più giovane Masaccio, si sa solo, tramite testimonianze indirette, che dovevano essere iniziati nel 1424 e che nel 1425 vennero portati avanti dal solo Masaccio per la partenza di Masolino per l'Ungheria. I due artisti avevano già collaborato nella realizzazione di Sant'Anna Metterza. Nel 1428 Masaccio partiva per Roma dove sarebbe morto di lì a poco.

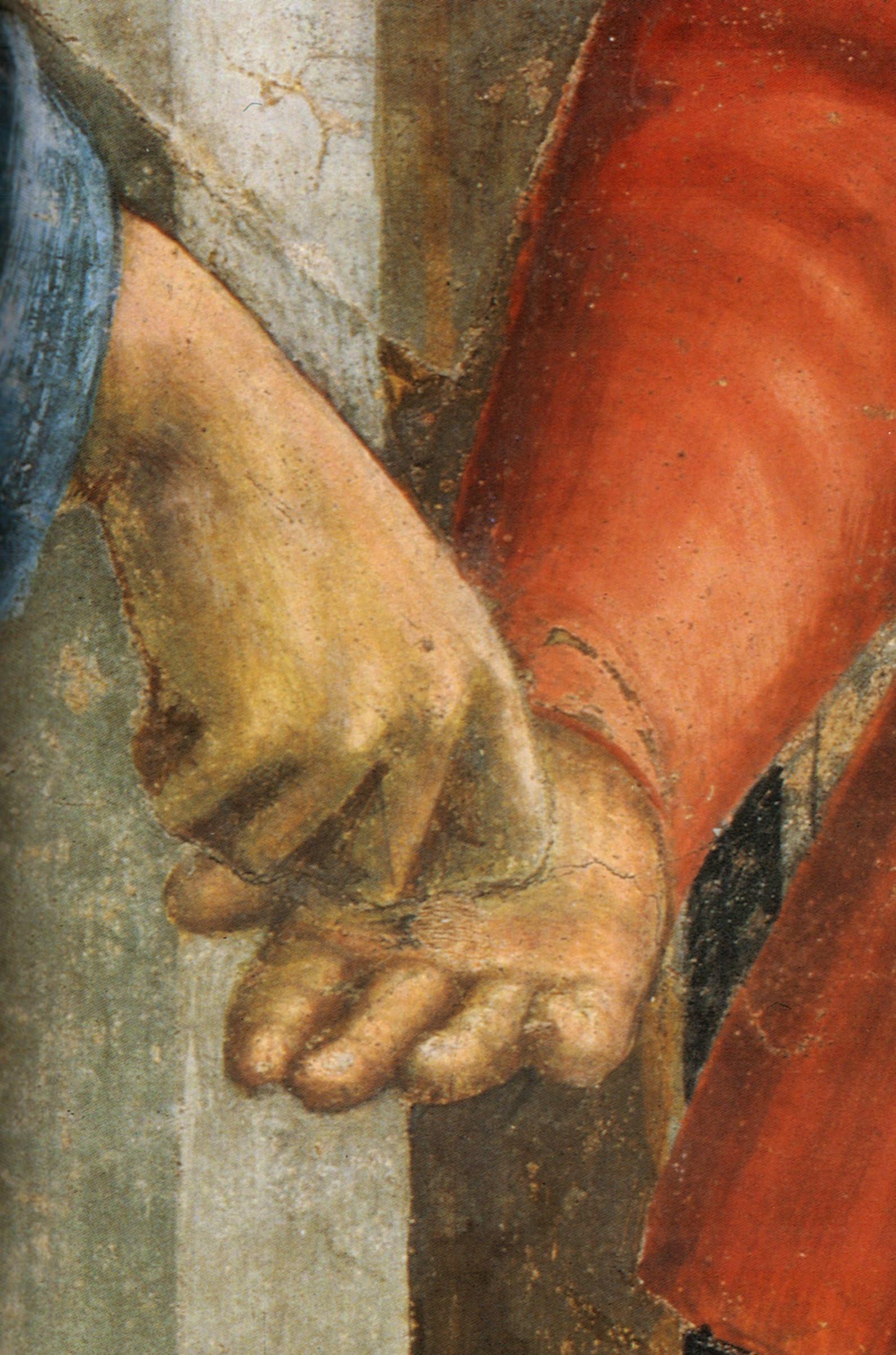
Il pagamento (dettaglio)

La decorazione iniziò dal registro superiore, distrutto nel XVIII secolo, con le vele degli evangelisti, le due lunette (di Masolino) e due semi lunette rispettivamente di Masaccio e di Masolino, delle quali sono state ritrovate tracce della sinopia. La decorazione proseguì nel registro mediano e poi in quello inferiore, che si sono conservati fino a noi. Con l'espulsione del committente, Felice Brancacci, dalla città (1436) gli affreschi vennero definitivamente interrotti e in parte mutilati dai ritratti della famiglia Brancacci. Solo una cinquantina d'anni dopo, dal 1480, essi vennero completati da Filippino Lippi, che cercò di adattare la sua arte allo stile del primo Rinascimento.
Gli affreschi vennero ammirati e studiati da generazioni intere di artisti fiorentini. Lo stesso Michelangelo copiò il San Pietro che paga il tributo, in un disegno si è conservato fino a noi (Monaco di Baviera, Kupferstichkabinett).
La scena del Tributo, salvata dalla ridipintura barocca della volta, ne uscì annerita dall'incendio del 1771 che distrusse gran parte della basilica. Nel tempo i giudizi sull'opera vennero influenzati dal suo stato di conservazione, che faceva pensare a un Masaccio dai colori tetri e "petrosi"; solo con il restauro del 1983-1990 si è potuta riscoprire la brillante cromia originale.

## Tecnica

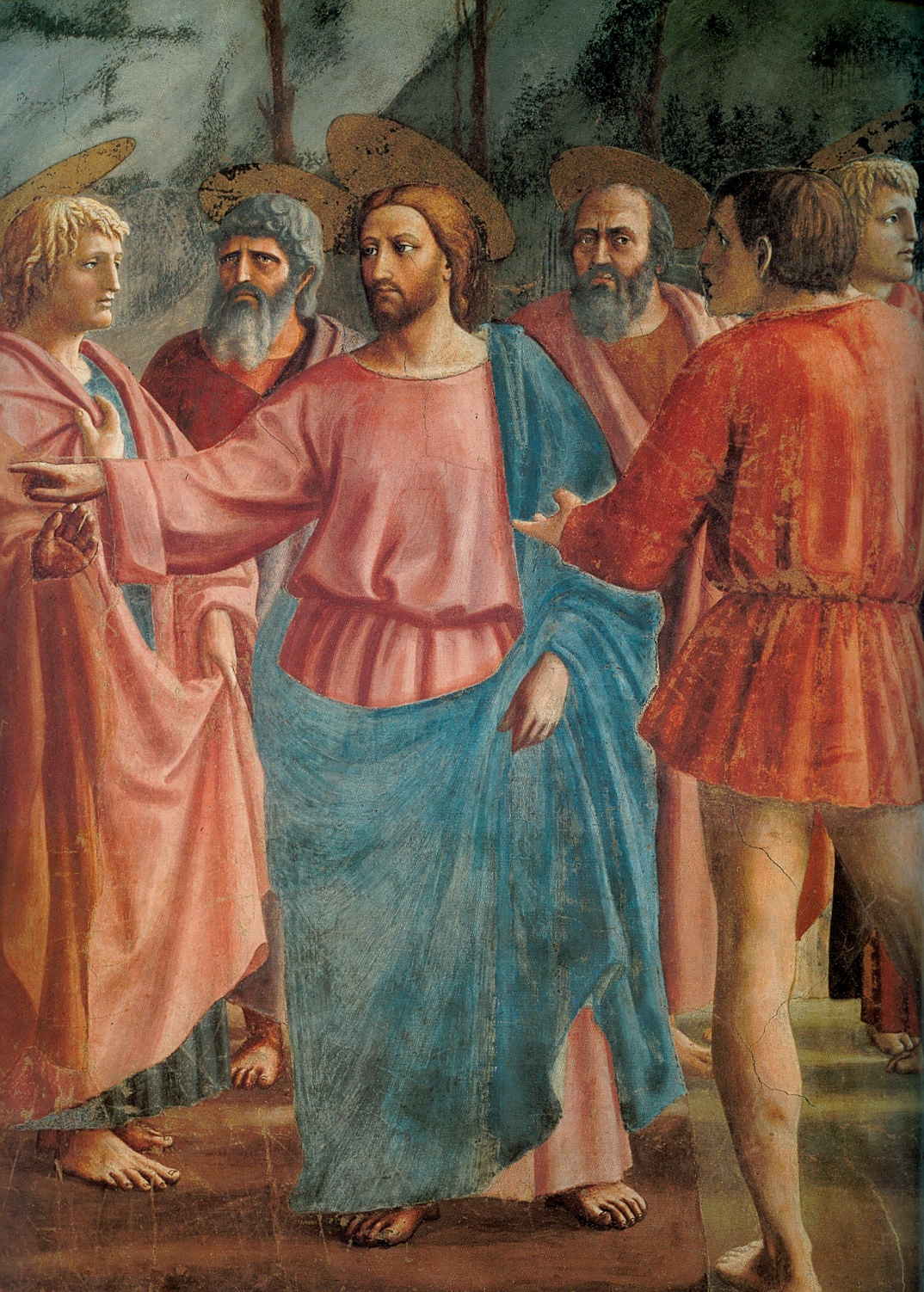
Cristo tra gli apostoli, dettaglio

L'affresco del Tributo venne eseguito in 32 "giornate" di lavoro. In quest'opera più che mai è evidente la tecnica che componeva le figure sinteticamente costruendo i volumi tramite la giusta posizione di luce e colore, piuttosto che con il tradizionale metodo di definire le forme con nitidezza per poi dedicarsi alla cura dei dettagli; con le campiture e con le rapide lumeggiature bianche, modellò con rapidità e precisione le figure, dando loro un risalto plastico mai visto prima, che le fa assomigliare a monumentali statue dipinte. In questo Masaccio attuò una vera e propria rivoluzione pittorica, che solo alcuni dei suoi discepoli riuscirono a capire e attuare. Già all'epoca di Filippino Lippi, che completò gli affreschi della cappella (anni 1480), essa era stata abbandonata per ritornare a una tecnica che dava più importanza all'accuratezza del disegno preparatorio e della linea di contorno.

## Descrizione
(Giorgio Vasari parlando del Tributo, Le vite de' più eccellenti pittori, scultori e architettori, Vita di Masaccio da San Giovanni di Valdarno pittore)

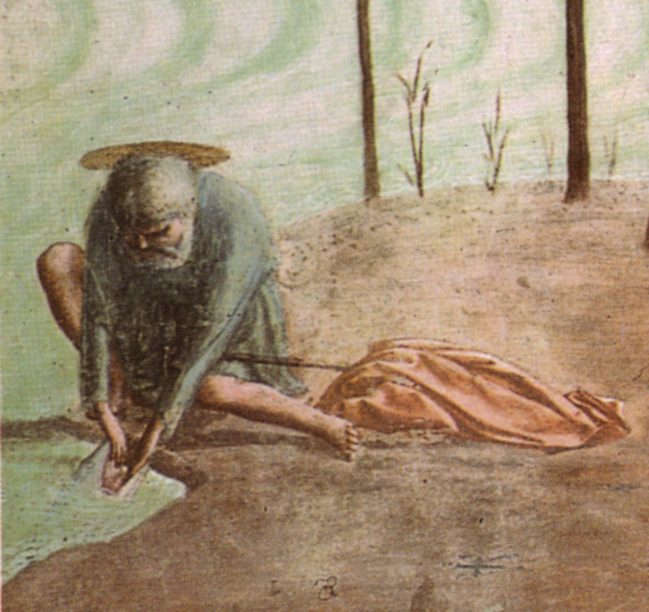
La Pesca di Pietro

La scena si riferisce al pagamento della tassa del tempio narrato dal Vangelo di Matteo (17:24–27) e mostra tre episodi in contemporanea ambientati a Cafarnao:
24 Quando furono giunti a Cafàrnao, quelli che riscuotevano la tassa per il tempio si avvicinarono a Pietro e gli dissero: «Il vostro maestro non paga la tassa?». 25 Rispose: «Sì». Mentre entrava in casa, Gesù lo prevenne dicendo: «Che cosa ti pare, Simone? I re della terra da chi riscuotono le tasse e i tributi? Dai propri figli o dagli estranei?». 26 Rispose: «Dagli estranei». E Gesù replicò: «Quindi i figli sono liberi. 27 Ma, per evitare di scandalizzarli, va' al mare, getta l'amo e prendi il primo pesce che viene su, aprigli la bocca e vi troverai una moneta d'argento. Prendila e consegnala loro per me e per te».
L'affresco ritrae tre momenti diversi, sapientemente messi in correlazione da un sistema di gesti e sguardi dei protagonisti: la richiesta del tributo a Gesù e gli apostoli (al centro), la pesca di Pietro (a sinistra) e il pagamento del tributo (a destra). Come nel caso della Cacciata, anche qui la rappresentazione non è perfettamente conforme al racconto biblico, con alcune licenze.
Al centro si trovano Cristo tra gli apostoli (con ciascuna aureola in prospettiva), tipica raffigurazione paleocristiana, con davanti un gabelliere, mentre richiede il denaro per entrare nella città, allungando la mano sinistra aperta, mentre con la destra indica la porta cittadina. Il robusto gabelliere, con la classica tunica corta del Quattrocento, è voltato di spalle e col viso in ombra, secondo la posizione riservata tradizionalmente alle figure empie come Giuda Iscariota o il diavolo.
Cristo, imperturbabile ("Date a Cesare quel che è di Cesare...") intima a Pietro (vestito di stoffa azzurrina con il mantello giallo), con un gesto altrettanto eloquente, di recarsi in riva al lago, dove troverà un pesce che nella gola ha la moneta. Pietro sembra sorpreso dalla richiesta (le sopracciglia sono aggrottate) e indica anche lui a sinistra, come per chiedere conferma dell'ordine, oltre che indirizzare lo sguardo dello spettatore al capitolo successivo della storia.
Pietro, recatosi in riva al lago (estremità sinistra), dopo essersi tolto il mantello per non sporcarlo, lo si vede piccolo e solitario con naturalezza mentre prende un pesce per la bocca, nel quale, miracolosamente, trova la moneta. La sua figura è altamente espressiva, con la disposizione estremamente realistica e espressiva delle gambe dell'apostolo, che prova uno studio dal vero della postura umana. Contrariamente alla prassi abituale, Masaccio ha relegato il miracolo a una posizione secondaria.
Pietro si reca quindi a pagare (scena a destra), consegnando, con una certa solennità, i soldi nella mano dell'uomo. Il gabelliere sembra provare una compiaciuta protervia e ignora il miracolo che si è appena compiuto.

### Interpretazione
Varie e abbastanza articolate sono le interpretazioni che si possono attribuire all'affresco.

Masaccio vuole qui rappresentare una tappa nella storia dell'umanità, che Cristo attua avvalendosi dell'aiuto della Chiesa, qui incarnata da Pietro. Infatti, il programma iconografico di tutta la Cappella Brancacci voleva rimarcare il ruolo guida della Chiesa per la salvezza dell'uomo, soprattutto dopo che il Concilio di Costanza (1418) aveva posto fine allo scisma d'Occidente. Il vero miracolo presente in quest'opera è la fede che Pietro dimostra nei confronti di Cristo; Pietro, infatti, ubbidisce ciecamente allo strano ordine di Cristo di andare sulle sponde del lago Tiberìade e trovare dentro la bocca di un pesce i soldi per poter pagare il gabelliere.

Il Tributo di cui tratta l'affresco,  non era una tassa imposta dai romani, ma il riscatto richiesto da Mosè imposto ad ogni maggiore di 20 anni; il non voler pagare questo riscatto, e usando un miracolo per evitare una offesa pubblica all'esattore, vuole indicare Cristo non come colui che deve riscattare, ma quello che riscatterà con la sua vita molti.

### L'ambientazione

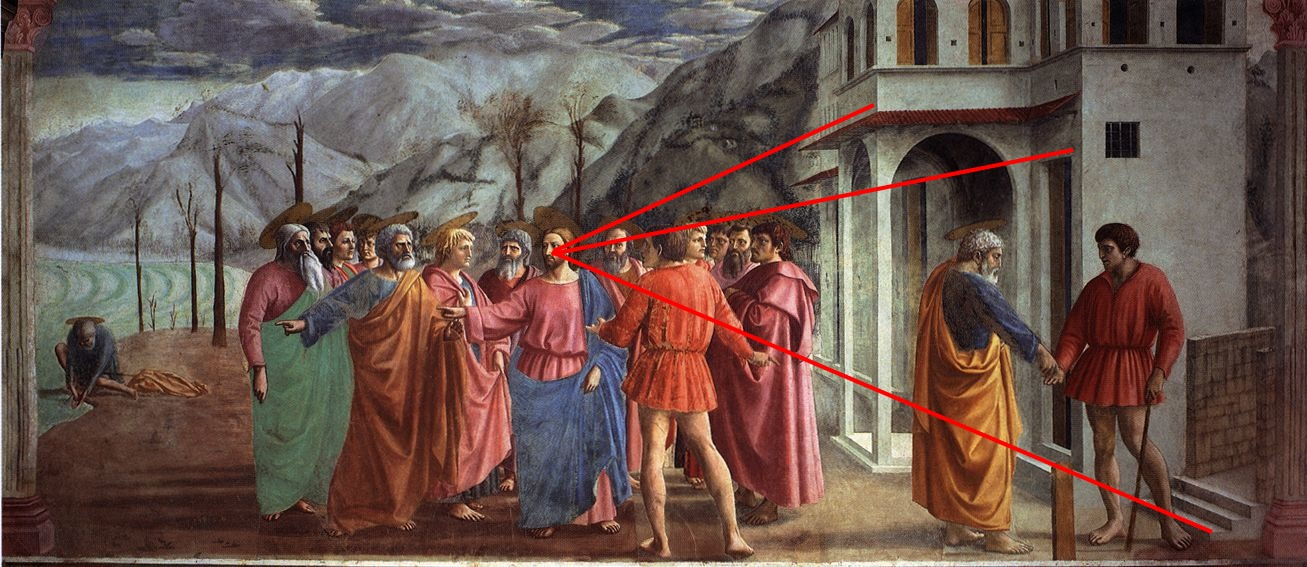
Schema prospettico del Tributo

Importantissima è anche la costruzione scenica entro la quale si svolgono i tre tempi della scena. Tutto è regolato dalla prospettiva e dall'osservazione naturalistica, il paesaggio è descritto in modo sommario ed essenziale, ma realistico. A destra si trovano le articolate mura della città composte con giochi di contrasto tra vuoto e pieno, e le scene sono vivacizzate dal concatenamento dei gesti (la loggetta aggettante, le tettoie, ecc.); questa impostazione risente una certa influenza del rilievo di San Giorgio libera la principessa di Donatello (1416-1417). Le figure umane si dispongono a semicerchio attorno a Cristo.
Il punto di fuga a cui convergono le linee si trova esattamente dietro la testa di Cristo, che diventa così il fulcro di tutta la rappresentazione. Lo stesso schema prospettico si trova anche sulla parete opposta, dove Masolino dipinse la Guarigione dello storpio e resurrezione di Tabita, ma in quel caso nel punto di fuga non si trova nessun elemento significativo, infatti le varie scene appaiono disperse, con raccordi molto blandi.
Nel Tributo una serie di tronchi e varie montagne erbose che sfumano all'orizzonte, così come le nuvole in cielo, estremamente più realistiche di quelle che Masolino era solito dipingere (Fondazione di Santa Maria Maggiore, Napoli). Gli stessi monti rompono fortemente la tradizione delle rocce aguzze, usate da Giotto e dai suoi continuatori seguendo la tradizione bizantina.
Oltre che un'unificazione spaziale, è presente anche una precisa unificazione luminosa, con la fonte di luce da destra (dove si trovava la finestra della cappella), che determina l'inclinazione delle ombre.

## Stile
L'illuminazione, più che il disegno di contorno, definisce la forma plastica delle figure, facendole assomigliare a voluminose sculture.
Cristo è il centro sia geometrico che spirituale della scena. La sua testa, improntata a un delicato sfumato, è stata attribuita alla mano di Masolino (Longhi, Berti, Meiss, Parronchi, Bologna) grazie al confronto, ad esempio, con la testa di Adamo nel vicino episodio della Tentazione. La testa di Cristo è dolcemente sfumata, al contrario di quelle segnate da aspre ombre degli apostoli. Oltre a scelte stilistiche, il fatto di dare a Cristo il volto di Adamo era suffragato anche da argomenti teologici. Masolino aveva dopotutto beneficiato, probabilmente, dell'aiuto di Masaccio nella costruzione prospettica della scena della Guarigione dello storpio e resurrezione di Tabita o nella pittura del paesaggio della contigua Predica di san Pietro.
Il gruppo centrale, con la caratteristica disposizione a semicerchio, venne probabilmente ispirato al gruppo scultoreo dei Quattro Santi Coronati di Nanni di Banco. A differenza dello scultore però, Masaccio non era interessato ad una citazione antiquaria dell'arte romana, come dimostrano i suoi panneggi che, per quanto realizzati studiando i dettagli delle statue antiche, non le imitano. La disposizione a semicerchio poteva anche derivare dalle composizioni paleocristiane del Cristo tra gli Apostoli.
Il gruppo degli apostoli appare disposto nello spazio attorno al Cristo con coerenza e il loro insieme sembra voler ribadire la volontà dell'uomo e la sua centralità. Da questo solido semicerchio lo spazio si espande verso l'esterno guidando l'occhio dello spettatore tramite i gesti dei protagonisti e tramite alcune direttrici, come gli alberi decrescenti.
Emblematico è nel gruppo degli apostoli la figura a destra, vestita di color vinaccia, che appare molto ben definita nei lineamenti, con zazzera e barbetta. Secondo Vasari si tratta dell'autoritratto di Masaccio (che altri individuano invece nella scena sottostante), mentre altri lo indicano come possibile ritratto del committente Felice Brancacci.
Le due figure monumentali di Pietro e del gabelliere a destra sono saldamente piantate sul suolo e sembra di percepirne la massa plastica perfettamente sviluppata dal chiaroscuro.

## Scelta iconografica

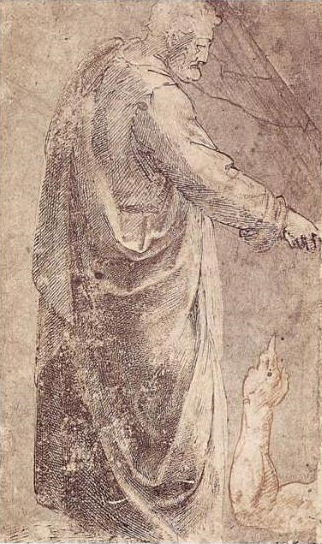
Michelangelo, copia dal Pagamento del tributo, Monaco di Baviera, Staatliche Graphische Sammlung

La scena del Tributo viene rappresentata raramente dagli artisti tra le storie di Pietro e in questo caso è in una posizione di massima preminenza, arrivando anche a rompere quella che era la sequenza cronologica delle scene quando esisteva ancora il registro superiore con le scene del Pentimento di Pietro e il Pasce oves meas. La presenza di questa scena, oltre che celebrare la sapienza divina, è stata interpretata anche legandola a eventi locali, fiorentini o romani.
A Firenze ricordava probabilmente l'imminente l'istituzione del catasto, che sarebbe avvenuta di lì a poco (1427), ma che era già nell'aria, accolto concordemente dai dirigenti fiorentini nel 1424-1425: come Cristo accetta la logica terrena di pagare un tributo, così i cittadini dovevano sottostare all'obbligo civico di versare le tasse richieste. Lo stesso Felice Brancacci aveva un importante ruolo nell'amministrazione fiscale della città.
Secondo Steinbart invece l'episodio adombrerebbe anche una lettura "romana", legata all'intenzione di papa Martino V di ristabilire l'autorità della Chiesa. Per Meller ci sarebbe un richiamo al fatto che la Chiesa non deve prendere il danaro per i tributi dalle sue proprietà, ma dai beni accettati da altri.